# Анна ван дер Камп
Анна ван дер Камп (англ. Anna van der Kamp, 19 червня 1972) — канадська академічна веслувальниця.
Срібна призерка Олімпійських Ігор 1996 року в складі вісімки.